# Знаки почтовой оплаты СССР (1945)
Зна́ки почто́вой опла́ты СССР (1945) — перечень (каталог) знаков почтовой оплаты (почтовых марок), введённых в обращение дирекцией по изданию и экспедированию знаков почтовой оплаты Народного комиссариата связи СССР в 1945 году.
С января по декабрь 1945 года было выпущено 75 памятных (коммеморативных) почтовых марок. Тематика коммеморативных марок охватывала знаменательные даты и события, была посвящена второй годовщине разгрома фашистских войск под Сталинградом, третьей годовщине разгрома фашистских войск под Москвой. Начаты серии «Ордена и медаль материнства»; «Советские боевые самолёты в Великой Отечественной войне» и «Тыл — фронту в Великой Отечественной войне». Продолжены серия «Ордена СССР», начатая в 1943 и продолженная в 1944 году, а также серия «Великая Отечественная война 1941—1945», начатая в 1942 и продолжавшаяся в 1943 и 1944 году.
В 1945 году поступили в обращение две односторонние рекламно-агитационные почтовые карточки со стандартной почтовой маркой  (ЦФА [АО «Марка»] № 695Б) шестого выпуска (1939—1956). Изображение почтовой марки стандартного выпуска печаталось в правом верхнем углу почтовой карточки, лишь изредка отличаясь в деталях от ранее выпущенной отдельно марки. Почтовые карточки с оригинальной маркой и маркированные почтовые конверты в 1945 году почтой СССР официально не выпускались. Цельные вещи печатались на предприятиях Гознака Народного комиссариата финансов СССР.

## Список коммеморативных (памятных) марок
Порядок следования элементов в таблице соответствует номеру по каталогу марок СССР (ЦФА), в скобках приведены номера по каталогу «Михель».
| № по каталогу                            | Изображение | Описание и источники | Номинал   | Дата выпуска          | Тираж     | Художник            |
| ---------------------------------------- | ----------- | --- | --------- | --------------------- | --------- | ------------------- |
| (ЦФА [АО «Марка»] № 946) (Mi #940B)      |             | Серия «Ордена и медали СССР»: - Медаль «Партизану Великой Отечественной войны», чёрно-зелёная на светло-зелёном фоне. | 0,15 руб. | январь 1945 года      | 1 200 000 | Александр Мандрусов |
| (ЦФА [АО «Марка»] № 947) (Mi #941B)      |             | Серия «Ордена и медали СССР»: - Орден Славы, тёмно-синяя на голубом фоне. | 0,30 руб. | январь 1945 года      | 1 200 000 | Александр Мандрусов |
| (ЦФА [АО «Марка»] № 948) (Mi #942B)      |             | Серия «Ордена и медали СССР»: - Орден Богдана Хмельницкого, тёмно-синяя. | 0,45 руб. | январь 1945 года      | 1 000 000 | Александр Мандрусов |
| (ЦФА [АО «Марка»] № 949) (Mi #943B)      |             | Серия «Ордена и медали СССР»: - Орден Победы, красная на светло-красном фоне. | 0,60 руб. | январь 1945 года      | 1 000 000 | Александр Мандрусов |
| (ЦФА [АО «Марка»] № 950) (Mi #945B)      |             | Серия «Ордена и медали СССР»: - Орден Нахимова, зелёная на голубом фоне. | 1,00 руб. | январь 1945 года      | 700 000   | Александр Мандрусов |
| (ЦФА [АО «Марка»] № 951) (Mi #944B)      |             | Серия «Ордена и медали СССР»: - Орден Ушакова, серо-синяя на светло-зелёном фоне. | 1,00 руб. | январь 1945 года      | 700 000   | Александр Мандрусов |
| (ЦФА [АО «Марка»] № 952) (Mi #940A)      |             | Серия «Ордена и медали СССР»: - Медаль «Партизану Великой Отечественной войны», чёрно-зелёная на светло-зелёном фоне. | 0,15 руб. | январь 1945 года      | 1 200 000 | Александр Мандрусов |
| (ЦФА [АО «Марка»] № 953) (Mi #941A)      |             | Серия «Ордена и медали СССР»: - Орден Славы, тёмно-синяя на голубом фоне. | 0,30 руб. | январь 1945 года      | 1 200 000 | Александр Мандрусов |
| (ЦФА [АО «Марка»] № 954) (Mi #942A)      |             | Серия «Ордена и медали СССР»: - Орден Богдана Хмельницкого, тёмно-синяя. | 0,45 руб. | январь 1945 года      | 1 000 000 | Александр Мандрусов |
| (ЦФА [АО «Марка»] № 955) (Mi #943A)      |             | Серия «Ордена и медали СССР»: - Орден Победы, красная на светло-красном фоне. | 0,60 руб. | январь 1945 года      | 1 000 000 | Александр Мандрусов |
| (ЦФА [АО «Марка»] № 956) (Mi #945A)      |             | Серия «Ордена и медали СССР»: - Орден Нахимова, зелёная на голубом фоне. | 1,00 руб. | январь 1945 года      | 700 000   | Александр Мандрусов |
| (ЦФА [АО «Марка»] № 957) (Mi #944A)      |             | Серия «Ордена и медали СССР»: - Орден Ушакова, серо-синяя на светло-зелёном фоне. | 1,00 руб. | январь 1945 года      | 700 000   | Александр Мандрусов |
| (ЦФА [АО «Марка»] № 958) (Mi #946)       |             | Серия «150-летие со дня рождения А. С. Грибоедова (1795—1829)»: - Портрет А. С. Грибоедова, чёрно-зелёная. | 0,30 руб. | 15 января 1945 года   | 7 000 000 | Иван Дубасов        |
| (ЦФА [АО «Марка»] № 959) (Mi #947)       |             | Серия «150-летие со дня рождения А. С. Грибоедова (1795—1829)»: - Портрет А. С. Грибоедова, серо-коричневая. | 0,60 руб. | 15 января 1945 года   | 3 000 000 | Иван Дубасов        |
| (ЦФА [АО «Марка»] № 960) (Mi #948)       |             | Серия «Ордена и медали СССР»: - Орден Славы, серо-синяя. | 1,00 руб. | январь 1945 года      | 2 000 000 | Александр Мандрусов |
| (ЦФА [АО «Марка»] № 961) (Mi #949a)      |             | Серия «Ордена и медали СССР»: - Орден Богдана Хмельницкого, серо-оливковая. | 2,00 руб. | январь 1945 года      | 2 000 000 | Александр Мандрусов |
| (ЦФА [АО «Марка»] № 962) (Mi #950a)      |             | Серия «Ордена и медали СССР»: - Орден Победы, светло-кирпично-красная. | 3,00 руб. | январь 1945 года      | 2 000 000 | Александр Мандрусов |
| (ЦФА [АО «Марка»] № 963) (Mi #951)       |             | Серия «2-я годовщина разгрома фашистских войск под Сталинградом»: - Советский воин со знаменем, серая, красная. | 0,60 руб. | 9 марта 1945 года     | 1 000 000 | Виктор Климашин     |
| (ЦФА [АО «Марка»] № 964) (Mi #952)       |             | Серия «2-я годовщина разгрома фашистских войск под Сталинградом»: - Советский воин со знаменем, серо-коричневая, красная. | 3,00 руб. | 9 марта 1945 года     | 1 000 000 | Виктор Климашин     |
| (ЦФА [АО «Марка»] № 965) (Mi #952B)      |             | Серия «2-я годовщина разгрома фашистских войск под Сталинградом»: - Почтовый блок — рисунок и цвета четырёх беззубцовых марок (ЦФА [АО «Марка»] № 964-I) «Советский воин со знаменем», серо-коричневый, красный, памятный текст. | 3,00 руб. | 21 апреля 1945 года   | 300 000   | Виктор Климашин     |
| (ЦФА [АО «Марка»] № 966) (Mi #953)       |             | Серия «Великая Отечественная война 1941—1945»: - Советский воин со знаменем, многоцветная. | 0,20 руб. | 1 апреля 1945 года    | 2 000 000 | Иван Дубасов        |
| (ЦФА [АО «Марка»] № 967) (Mi #954)       |             | Серия «Великая Отечественная война 1941—1945»: - Бой с фашистскими танками, многоцветная. | 0,30 руб. | 1 апреля 1945 года    | 2 000 000 | Иван Дубасов        |
| (ЦФА [АО «Марка»] № 968) (Mi #955)       |             | Серия «Великая Отечественная война 1941—1945»: - Танковый десант, чёрно-синяя. | 0,30 руб. | 1 апреля 1945 года    | 2 000 000 | Георгий Савицкий    |
| (ЦФА [АО «Марка»] № 969) (Mi #956)       |             | Серия «Великая Отечественная война 1941—1945»: - Встреча бойцов Советской армии, красная. | 0,60 руб. | 1 апреля 1945 года    | 1 500 000 | Иван Дубасов        |
| (ЦФА [АО «Марка»] № 970) (Mi #958)       |             | Серия «Великая Отечественная война 1941—1945»: - В атаку!, многоцветная. | 1,00 руб. | 1 апреля 1945 года    | 1 000 000 | Георгий Савицкий    |
| (ЦФА [АО «Марка»] № 971) (Mi #957)       |             | Серия «Великая Отечественная война 1941—1945»: - Боец с гранатой, чёрно-зелёная. | 1,00 руб. | 1 апреля 1945 года    | 1 000 000 | Георгий Савицкий    |
| (ЦФА [АО «Марка»] № 972) (Mi #959)       |             | Нагрудный знак Советской Гвардии. | 0,60 руб. | 15 апреля 1945 года   | 5 000 000 | Иван Дубасов        |
| (ЦФА [АО «Марка»] № 973) (Mi #960)       |             | Серия «Третья годовщина разгрома фашистских войск под Москвой»: - Парад на Красной площади в Москве. | 0,30 руб. | 1 июня 1945 года      | 5 000 000 | Виктор Бибиков      |
| (ЦФА [АО «Марка»] № 974) (Mi #961)       |             | Серия «Третья годовщина разгрома фашистских войск под Москвой»: - Защитники Москвы. | 0,60 руб. | 1 июня 1945 года      | 5 000 000 | Виктор Бибиков      |
| (ЦФА [АО «Марка»] № 975) (Mi #962)       |             | Серия «Третья годовщина разгрома фашистских войск под Москвой»: - Воздушный бой над Москвой. | 1,00 руб. | 1 июня 1945 года      | 5 000 000 | Виктор Бибиков      |
| (ЦФА [АО «Марка»] № 976) (Mi #963)       |             | Серия «220-летие Академии наук СССР»: - Здание академии наук СССР, серо-синяя. | 0,30 руб. | 16 июня 1945 года     | 2 000 000 | Виктор Климашин     |
| (ЦФА [АО «Марка»] № 977) (Mi #964)       |             | Серия «220-летие Академии наук СССР»: - Портрет М. В. Ломоносова. | 2,00 руб. | 16 июня 1945 года     | 2 000 000 | Виктор Климашин     |
| (ЦФА [АО «Марка»] № 978) (Mi #965)       |             | Серия «50-летие изобретения радио А. С. Поповым»: - А. С. Попов у радиоприёмника, тёмно-синяя. | 0,30 руб. | 6 июля 1945 года      | 2 000 000 | Иван Дубасов        |
| (ЦФА [АО «Марка»] № 979) (Mi #966)       |             | Серия «50-летие изобретения радио А. С. Поповым»: - А. С. Попов у радиоприёмника, кирпично-красная. | 0,60 руб. | 6 июля 1945 года      | 2 000 000 | Иван Дубасов        |
| (ЦФА [АО «Марка»] № 980) (Mi #967)       |             | Серия «50-летие изобретения радио А. С. Поповым»: - Портрет А. С. Попова. | 1,00 руб. | 6 июля 1945 года      | 1 000 000 | Иван Дубасов        |
| (ЦФА [АО «Марка»] № 981) (Mi #968B)      |             | Серия «Ордена и медаль материнства»: - Медаль Материнства, коричневая на голубом фоне. | 0,20 руб. | 27 июля 1945 года     | 1 500 000 | Юлий Ганф           |
| (ЦФА [АО «Марка»] № 982) (Mi #969B)      |             | Серия «Ордена и медаль материнства»: - Орден «Материнская слава», коричневая на светло-зелёном фоне. | 0,30 руб. | 27 июля 1945 года     | 1 500 000 | Юлий Ганф           |
| (ЦФА [АО «Марка»] № 983) (Mi #970B)      |             | Серия «Ордена и медаль материнства»: - Орден «Мать-героиня», красная на розовом фоне. | 0,60 руб. | 27 июля 1945 года     | 1 500 000 | Юлий Ганф           |
| (ЦФА [АО «Марка»] № 984) (Mi #968A)      |             | Серия «Ордена и медаль материнства»: - Медаль Материнства, коричневая на голубом фоне. | 0,20 руб. | 3 августа 1945 года   | 3 500 000 | Юлий Ганф           |
| (ЦФА [АО «Марка»] № 985) (Mi #969A)      |             | Серия «Ордена и медаль материнства»: - Орден «Материнская Слава», коричневая на светло-зелёном фоне. | 0,30 руб. | 3 августа 1945 года   | 3 500 000 | Юлий Ганф           |
| (ЦФА [АО «Марка»] № 986) (Mi #970A)      |             | Серия «Ордена и медаль материнства»: - Орден «Мать-героиня», красная на розовом фоне. | 0,60 руб. | 3 августа 1945 года   | 3 500 000 | Юлий Ганф           |
| (ЦФА [АО «Марка»] № 987) (Mi #971)       |             | Серия «Ордена и медали СССР»: - Надпечатка текста: «ПРАЗДНИК ПОБЕДЫ 9 мая 1945 года» на марке (ЦФА [АО «Марка»] № 962) «Орден Победы», светло-кирпично-красная.                                                                  | 3,00 руб. | 10 августа 1945 года  | 380 000   | Александр Мандрусов |
| (ЦФА [АО «Марка»] № 988) (Mi #974)       |             | Серия «Советские боевые самолёты в Великой Отечественной войне»: - Бомбардировщик Пе-2, коричневая. | 1,00 руб. | 19 августа 1945 года  | 2 000 000 | Б. Ливанов          |
| (ЦФА [АО «Марка»] № 989) (Mi #980)       |             | Серия «Советские боевые самолёты в Великой Отечественной войне»: - Бомбардировщик Пе-8, тёмно-серая. | 1,00 руб. | 19 августа 1945 года  | 2 000 000 | Б. Ливанов          |
| (ЦФА [АО «Марка»] № 990) (Mi #976)       |             | Серия «Советские боевые самолёты в Великой Отечественной войне»: - Штурмовик Ил-2, коричневая. | 1,00 руб. | 19 августа 1945 года  | 2 000 000 | Б. Ливанов          |
| (ЦФА [АО «Марка»] № 991) (Mi #977)       |             | Серия «Советские боевые самолёты в Великой Отечественной войне»: - Бомбардировщик Ил-4, серо-зелёная. | 1,00 руб. | 19 августа 1945 года  | 2 000 000 | Б. Ливанов          |
| (ЦФА [АО «Марка»] № 992) (Mi #975)       |             | Серия «Советские боевые самолёты в Великой Отечественной войне»: - Бомбардировщик Ту-2, сине-лиловая. | 1,00 руб. | 19 августа 1945 года  | 2 000 000 | Б. Ливанов          |
| (ЦФА [АО «Марка»] № 993) (Mi #972)       |             | Серия «Советские боевые самолёты в Великой Отечественной войне»: - Истребитель Ла-7, красно-оранжевая. | 1,00 руб. | 19 августа 1945 года  | 2 000 000 | Б. Ливанов          |
| (ЦФА [АО «Марка»] № 994) (Mi #978)       |             | Серия «Советские боевые самолёты в Великой Отечественной войне»: - Истребитель Як-3, светло-коричневая. | 1,00 руб. | 19 августа 1945 года  | 2 000 000 | Б. Ливанов          |
| (ЦФА [АО «Марка»] № 995) (Mi #979)       |             | Серия «Советские боевые самолёты в Великой Отечественной войне»: - Истребитель Як-9, кирпично-красная. | 1,00 руб. | 19 августа 1945 года  | 2 000 000 | Б. Ливанов          |
| (ЦФА [АО «Марка»] № 996) (Mi #973)       |             | Серия «Советские боевые самолёты в Великой Отечественной войне»: - Бомбардировщик По-2, ярко-зелёная. | 1,00 руб. | 19 августа 1945 года  | 2 000 000 | Б. Ливанов          |
| (ЦФА [АО «Марка»] № 997) (Mi #981)       |             | Серия «200-летие со дня рождения М. И. Кутузова»: - Портрет М. И. Кутузова (1745—1813), тёмно-синяя. | 0,30 руб. | 16 сентября 1945 года | 5 000 000 | Иван Дубасов        |
| (ЦФА [АО «Марка»] № 998) (Mi #982)       |             | Серия «200-летие со дня рождения М. И. Кутузова»: - Портрет М. И. Кутузова (1745—1813), коричневая. | 0,60 руб. | 16 сентября 1945 года | 3 000 000 | Иван Дубасов        |
| (ЦФА [АО «Марка»] № 999) (Mi #983)       |             | Серия «75-летие со дня рождения В. И. Ленина»: - В. И. Ленин за чтением «Правды». | 0,30 руб. | 25 сентября 1945 года | 1 000 000 | Николай Жуков       |
| (ЦФА [АО «Марка»] № 1000) (Mi #984)      |             | Серия «75-летие со дня рождения В. И. Ленина»: - В. И. Ленин за рабочим столом. | 0,50 руб. | 25 сентября 1945 года | 1 000 000 | Николай Жуков       |
| (ЦФА [АО «Марка»] № 1001) (Mi #985-I)    |             | Серия «75-летие со дня рождения В. И. Ленина»: - В. И. Ленин на трибуне. | 0,60 руб. | 25 сентября 1945 года | 1 000 000 | Николай Жуков       |
| (ЦФА [АО «Марка»] № 1001-I) (Mi #985-II) |             | Серия «75-летие со дня рождения В. И. Ленина»: - В. И. Ленин на трибуне. | 0,60 руб. | 25 сентября 1945 года | 1 000 000 | Николай Жуков       |
| (ЦФА [АО «Марка»] № 1002) (Mi #986)      |             | Серия «75-летие со дня рождения В. И. Ленина»: - В. И. Ленин на прогулке в Кремле. | 1,00 руб. | 25 сентября 1945 года | 1 000 000 | Николай Жуков       |
| (ЦФА [АО «Марка»] № 1003) (Mi #987)      |             | Серия «75-летие со дня рождения В. И. Ленина»: - Портрет В. И. Ленина. | 3,00 руб. | 25 сентября 1945 года | 1 000 000 | Николай Жуков       |
| (ЦФА [АО «Марка»] № 1003-I) (Mi #987)    |             | Серия «75-летие со дня рождения В. И. Ленина»: - Портрет В. И. Ленина. | 3,00 руб. | 25 сентября 1945 года | 500 000   | Николай Жуков       |
| (ЦФА [АО «Марка»] № 1004) (Mi #988)      |             | Серия «75-летие со дня смерти А. И. Герцена»: - Портрет А. И. Герцена (1812—1870), тёмно-коричневая. | 0,30 руб. | 25 октября 1945 года  | 3 000 000 | Иван Дубасов        |
| (ЦФА [АО «Марка»] № 1005) (Mi #989)      |             | Серия «75-летие со дня смерти А. И. Герцена»: - Портрет А. И. Герцена (1812—1870), зеленовато-серая. | 2,00 руб. | 25 октября 1945 года  | 1 000 000 | Иван Дубасов        |
| (ЦФА [АО «Марка»] № 1006) (Mi #990)      |             | Серия «100-летие с дня рождения И. И. Мечникова»: - Портрет И. И. Мечникова (1845—1916), коричневая. | 0,30 руб. | 24 ноября 1945 года   | 3 500 000 | Иван Дубасов        |
| (ЦФА [АО «Марка»] № 1007) (Mi #991)      |             | Серия «100-летие с дня рождения И. И. Мечникова»: - Портрет И. И. Мечникова (1845—1916), серо-зелёная. | 1,00 руб. | 24 ноября 1945 года   | 1 500 000 | Иван Дубасов        |
| (ЦФА [АО «Марка»] № 1008) (Mi #992)      |             | Серия «125-летие со дня рождения Фридриха Энгельса»: - Портрет Фридриха Энгельса (1820—1895), коричневая. | 0,30 руб. | 30 ноября 1945 года   | 5 000 000 | Иван Дубасов        |
| (ЦФА [АО «Марка»] № 1009) (Mi #993)      |             | Серия «125-летие со дня рождения Фридриха Энгельса»: - Портрет Фридриха Энгельса (1820—1895), сине-зелёная. | 0,60 руб. | 30 ноября 1945 года   | 3 000 000 | Иван Дубасов        |
| (ЦФА [АО «Марка»] № 1010) (Mi #994)      |             | Серия «Ордена и медаль материнства»: - Медаль Материнства, чёрно-коричневая на светло-зелёном фоне. | 1,00 руб. | 16 декабря 1945 года  | 2 000 000 | И. Михеев           |
| (ЦФА [АО «Марка»] № 1011) (Mi #995)      |             | Серия «Ордена и медаль материнства»: - Орден «Материнская слава», синяя на голубом фоне. | 2,00 руб. | 16 декабря 1945 года  | 2 000 000 | И. Михеев           |
| (ЦФА [АО «Марка»] № 1012) (Mi #996)      |             | Серия «Ордена и медаль материнства»: - Орден «Мать-героиня», вишнёвая на голубом фоне. | 3,00 руб. | 16 декабря 1945 года  | 2 000 000 | И. Михеев           |
| (ЦФА [АО «Марка»] № 1013) (Mi #997)      |             | Серия «День артиллерии»: - Боец на фоне орудий. | 0,30 руб. | 19 декабря 1945 года  | 1 500 000 | Владимир Андреев    |
| (ЦФА [АО «Марка»] № 1014) (Mi #998)      |             | Серия «День артиллерии»: - Артиллерия на Красной площади. | 0,60 руб. | 19 декабря 1945 года  | 1 500 000 | Владимир Андреев    |
| (ЦФА [АО «Марка»] № 1015) (Mi #999)      |             | Серия «Тыл — фронту в Великой Отечественной войне»: - Танк у заводских ворот. | 0,20 руб. | 25 декабря 1945 года  | 1 000 000 | Виктор Бибиков      |
| (ЦФА [АО «Марка»] № 1016) (Mi #1000)     |             | Серия «Тыл — фронту в Великой Отечественной войне»: - Комбайн в поле. | 0,30 руб. | 25 декабря 1945 года  | 2 000 000 | Виктор Бибиков      |
| (ЦФА [АО «Марка»] № 1017) (Mi #1001)     |             | Серия «Тыл — фронту в Великой Отечественной войне»: - Инженеры за работой. | 0,60 руб. | 25 декабря 1945 года  | 2 000 000 | Виктор Бибиков      |
| (ЦФА [АО «Марка»] № 1018) (Mi #1002)     |             | Серия «Тыл — фронту в Великой Отечественной войне»: - Праздничный салют в Москве. | 1,00 руб. | 25 декабря 1945 года  | 1 000 000 | Виктор Бибиков      |

## Маркированные почтовые карточки
Це́льная вещь (нем. Ganzsache) — принятое в филателии название филателистических материалов, объединяющее различные объекты коллекционирования: почтовые конверты и карточки, листы почтовой бумаги, всевозможные формуляры и бланки, другие виды почтовой документации, на которых напечатаны знаки почтовой оплаты или тексты, их заменяющие). Не следует их путать с целыми вещами — конвертами или карточками, на которых, в отличие от цельных вещей, почтовые марки наклеены, например, конвертами первого дня.
Маркиро́ванная почто́вая ка́рточка — выпускаемая почтовым ведомством соответствующей страны почтовая карточка с напечатанным на лицевой стороне знаком почтовой оплаты (почтовой маркой). Минимальный размер карточек — 10,5×7,4 см, максимальный — 14,8×10,5 см. К стандартным почтовым карточкам СССР относятся почтовые карточки, у которых на лицевой (адресной) стороне нанесены: изображение Государственного герба СССР и стандартной почтовой марки, заголовок «Почтовая карточка», который иногда сопровождается пояснительным текстом, помогающим правильному написанию адреса, а также индексная сетка. Изображение почтовой марки стандартного выпуска печаталось в правом верхнем углу почтовой карточки, лишь изредка отличаясь в деталях от выпущенной отдельно марки. Оборотная сторона чистая и предназначена для письменного сообщения. В 1928—1948 годах в связи с разделением корреспонденции на местную и иногороднюю (постановление СНК СССР от 19 июня 1928 года) карточки издавались двух цветов: голубого (синий) для местной и коричневого (красного) — для иногородней корреспонденции.
В 1945 году поступили в обращение две односторонние рекламно-агитационные почтовые карточки со стандартной почтовой маркой  (ЦФА [АО «Марка»] № 695Б) шестого выпуска (1939—1956), номиналом 30 копеек. Почтовые карточки печатались на предприятиях Гознака Народного комиссариата финансов СССР.
| № по каталогу | Изображение | Угловая марка                                                                                          | Описание и источники   | Номинал   | Дата выпуска | Тираж      | Художник   |
| ------------- | ----------- | --- | ---------------------- | --------- | ------------ | ---------- | ---------- |
| VII-26        |             | | «Да здравствует 1 Мая» | 0,30 руб. | 1945 год     | Нет данных | Нет данных |
| VII-27        |             | «Только вперёд, только на линию огня, только через трудности к победе — и никуда иначе. Н. Островский» |                        | 0,30 руб. | 1945 год     | Нет данных | Нет данных |

## Комментарии
1. ↑  Коммеморативные марки — обобщённое название специальных художественных (памятных, юбилейных и других) почтовых марок. Для упрощения терминологии в случаях, когда требуется лишь подчеркнуть, что данная марка не является общеупотребляемой (то есть стандартной), под термином «коммеморативная марка» подразумевают, кроме перечисленных выше, также тематические (рисунки которых, посвящены определённой теме коллекционирования) марки. Также все упомянутые марки, объединённые термином «коммеморативная», имеют общую черту: как правило, такие марки изготовляются на высоком полиграфическом уровне[5].
2. 1 2  При перепечатке цвет оригинальной почтовой марки изменён с тёмно-синего на красный.
3. ↑  Ниже приведён перечень памятных художественных марок (с возможностью сортировки по номиналу, тиражу и дате введения в обращение).
4. ↑  Серия «Ордена и медали СССР»: медаль «Партизану Великой Отечественной войны», чёрно-зелёная на светло-зелёном фоне. Типографская печать на бумаге с цветным фоном, без зубцов. В марочных листах 50 (10×5) марок[2][10][11].
5. 1 2  Суммарный тираж марок  (ЦФА [АО «Марка»] № 946)  (Mi #940B) и  (ЦФА [АО «Марка»] № 952)  (Mi #940A)[2][10][11].
6. ↑  Серия «Ордена и медали СССР»: Орден Славы, тёмно-синяя на голубом фоне. Типографская печать на бумаге с цветным фоном, без зубцов. В марочных листах 50 (10×5) марок[2][10][11].
7. 1 2  Суммарный тираж марок  (ЦФА [АО «Марка»] № 947)  (Mi #941B) и  (ЦФА [АО «Марка»] № 953)  (Mi #941A)[2][10][11].
8. ↑  Серия «Ордена и медали СССР»: Орден Богдана Хмельницкого, тёмно-синяя. Типографская печать, без зубцов. В марочных листах 100 (10×10) марок[2][10][11].
9. 1 2  Суммарный тираж марок  (ЦФА [АО «Марка»] № 948)  (Mi #942B) и  (ЦФА [АО «Марка»] № 954)  (Mi #942A)[2][10][11].
10. ↑  Серия «Ордена и медали СССР»: Орден Победы, красная на светло-красном фоне. Типографская печать на бумаге с цветным фоном, без зубцов. В марочных листах 50 (10×5) марок[2][10][11].
11. 1 2  Суммарный тираж марок  (ЦФА [АО «Марка»] № 949)  (Mi #943B) и  (ЦФА [АО «Марка»] № 955)  (Mi #943A)[2][10][11].
12. ↑  Серия «Ордена и медали СССР»: Орден Нахимова, зелёная на голубом фоне. Типографская печать на бумаге с цветным фоном, без зубцов. В марочных листах 50 (10×5) марок[2][10][11].
13. 1 2  Суммарный тираж марок  (ЦФА [АО «Марка»] № 950)  (Mi #945B) и  (ЦФА [АО «Марка»] № 956)  (Mi #945A)[2][10][11].
14. ↑  Серия «Ордена и медали СССР»: Орден Ушакова, серо-синяя на светло-зелёном фоне. Типографская печать на бумаге с цветным фоном, без зубцов. В марочных листах 50 (10×5) марок[2][10][11].
15. 1 2  Суммарный тираж марок  (ЦФА [АО «Марка»] № 951)  (Mi #944B) и  (ЦФА [АО «Марка»] № 957)  (Mi #944A)[2][10][11].
16. ↑  Серия «Ордена и медали СССР»: медаль «Партизану Великой Отечественной войны», чёрно-зелёная на светло-зелёном фоне. Типографская печать на бумаге с цветным фоном, перфорирована: линейная зубцовка 12½ (на каждые 2 сантиметра края марки приходится 12½ зубцов). В марочных листах 50 (10×5) марок[2][10][11].
17. ↑  Серия «Ордена и медали СССР»: Орден Славы, тёмно-синяя на голубом фоне. Типографская печать на бумаге с цветным фоном, перфорирована: линейная зубцовка 12½ (на каждые 2 сантиметра края марки приходится 12½ зубцов). В марочных листах 50 (10×5) марок[2][10][11].
18. ↑  Серия «Ордена и медали СССР»: Орден Богдана Хмельницкого, тёмно-синяя. Типографская печать, перфорирована: линейная зубцовка 12½ (на каждые 2 сантиметра края марки приходится 12½ зубцов). В марочных листах 100 (10×10) марок[2][10][11].
19. ↑  Серия «Ордена и медали СССР»: Орден Победы, красная на светло-красном фоне. Типографская печать на бумаге с цветным фоном, перфорирована: линейная зубцовка 12½ (на каждые 2 сантиметра края марки приходится 12½ зубцов). В марочных листах 50 (10×5) марок[2][10][11].
20. ↑  Серия «Ордена и медали СССР»: Орден Нахимова, зелёная на голубом фоне. Типографская печать на бумаге с цветным фоном, перфорирована: линейная зубцовка 12½ (на каждые 2 сантиметра края марки приходится 12½ зубцов). В марочных листах 50 (10×5) марок[2][10][11].
21. ↑  Серия «Ордена и медали СССР»: Орден Ушакова, серо-синяя на светло-зелёном фоне. Типографская печать на бумаге с цветным фоном, перфорирована: линейная зубцовка 12½ (на каждые 2 сантиметра края марки приходится 12½ зубцов). В марочных листах 50 (10×5) марок[2][10][11].
22. ↑  Серия «150-летие со дня рождения А. С. Грибоедова»: портрет А. С. Грибоедова, чёрно-зелёная (Внимание! краска линяет в воде). Глубокая печать, перфорирована: линейная зубцовка 12½ (на каждые 2 сантиметра края марки приходится 12½ зубцов). В марочных листах 100 (10×10) марок[2][10][12].
23. ↑  Серия «150-летие со дня рождения А. С. Грибоедова»: портрет А. С. Грибоедова, серо-коричневая (Внимание! краска линяет в воде). Глубокая печать, перфорирована: линейная зубцовка 12½ (на каждые 2 сантиметра края марки приходится 12½ зубцов). В марочных листах 100 (10×10) марок. Разновидность  (ЦФА [АО «Марка»] № 959А)напечатана на тонкой бумаге. Суммарный тираж всех разновидностей марки  (ЦФА [АО «Марка»] № 959) — 3 000 000 экземпляров[2][10][12].
24. ↑  Серия «Ордена и медали СССР»: Орден Славы, серо-синяя. Металлография на плотной бумаге, перфорирована: линейная зубцовка 12½ (на каждые 2 сантиметра края марки приходится 12½ зубцов). В марочных листах 50 (10×5) марок[2][10][13].
25. ↑  Серия «Ордена и медали СССР»: Орден Богдана Хмельницкого, серо-оливковая. Смотри также марки  (ЦФА [АО «Марка»] № 1345)  (Mi #949b) (1948) и  (ЦФА [АО «Марка»] № 1389)  (Mi #949c) (1949). Металлография на плотной бумаге, перфорирована: линейная зубцовка 12½ (на каждые 2 сантиметра края марки приходится 12½ зубцов). В марочных листах 50 (10×5) марок[2][10][13].
26. ↑  Серия «Ордена и медали СССР»: Орден Победы, светло-кирпично-красная. Смотри также марки  (ЦФА [АО «Марка»] № 1346)  (Mi #950b) (1948) и  (ЦФА [АО «Марка»] № 1390)  (Mi #950c) (1949). Металлография на плотной бумаге, перфорирована: линейная зубцовка 12½ (на каждые 2 сантиметра края марки приходится 12½ зубцов). В марочных листах 50 (10×5) марок[2][10][13].
27. ↑  Серия «2-я годовщина разгрома фашистских войск под Сталинградом»: советский воин со знаменем, серая, красная. Фототипия, перфорирована: линейная зубцовка 12½ (на каждые 2 сантиметра края марки приходится 12½ зубцов). В марочных листах 100 (10×10) марок[2][14][15].
28. ↑  Серия «2-я годовщина разгрома фашистских войск под Сталинградом»: советский воин со знаменем, серо-коричневая, красная. Фототипия, перфорирована: линейная зубцовка 12½ (на каждые 2 сантиметра края марки приходится 12½ зубцов). В марочных листах 100 (10×10) марок[2][14][15].
29. ↑  Почтовый блок 100×138 мм. Серия «2-я годовщина разгрома фашистских войск под Сталинградом»: рисунок и цвета четырёх беззубцовых марок  (ЦФА [АО «Марка»] № 964-I) «Советский воин со знаменем», памятный чёрный типографский текст: «Бессмертна слава Сталинграда!». Фототипия, без зубцов. Разновидности:  (ЦФА [АО «Марка»] № 965А) на тонкой бумаге и  (ЦФА [АО «Марка»] № 965-I) с перевёрнутым типографским текстом: «Бессмертна слава Сталинграда!»[2][14][15].
30. 1 2 3 4 5 6  Продолжение, начало серии 30 ноября 1942 года и 17 января 1943 года.
31. ↑  Серия «Великая Отечественная война 1941—1945»: советский воин со знаменем, многоцветная. Текст: «Очистим Родину от фашистского зверья!». Фототипия, перфорирована: линейная зубцовка 12½ (на каждые 2 сантиметра края марки приходится 12½ зубцов). В марочных листах 100 (10×10) марок[2][16][17].
32. ↑  Серия «Великая Отечественная война 1941—1945»: бой с фашистскими танками, многоцветная. Текст: «Смерть немецким захватчикам!». Фототипия, перфорирована: линейная зубцовка 12½ (на каждые 2 сантиметра края марки приходится 12½ зубцов). В марочных листах 100 (10×10) марок[2][16][17].
33. ↑  Серия «Великая Отечественная война 1941—1945»: танковый десант, чёрно-синяя. Текст: «Вперёд на штурм!». Фототипия, перфорирована: линейная зубцовка 12½ (на каждые 2 сантиметра края марки приходится 12½ зубцов). В марочных листах 100 (10×10) марок[2][16][17].
34. ↑  Серия «Великая Отечественная война 1941—1945»: встреча бойцов Советской армии, красная. Текст: «Привет освободителям!». Фототипия, перфорирована: линейная зубцовка 12½ (на каждые 2 сантиметра края марки приходится 12½ зубцов). Разновидности:  (ЦФА [АО «Марка»] № 969)  (Mi #956-I) — размер рисунка 33×22 мм,  (ЦФА [АО «Марка»] № 969а)  (Mi #956-I) — фон розовый,  (ЦФА [АО «Марка»] № 969-I)  (Mi #956-II) — размер рисунка 32,0×21,5 мм. В марочных листах 100 (10×10) марок[2][16][17].
35. ↑  Суммарный тираж марок  (ЦФА [АО «Марка»] № 969)  (Mi #956-I),  (ЦФА [АО «Марка»] № 969а)  (Mi #956-I) и  (ЦФА [АО «Марка»] № 969-I)  (Mi #956-II)[2][16][17].
36. ↑  Серия «Великая Отечественная война 1941—1945»: в атаку!, многоцветная. Текст: «За Родину, за Сталина!». Фототипия, перфорирована: линейная зубцовка 12½ (на каждые 2 сантиметра края марки приходится 12½ зубцов). В марочных листах 100 (10×10) марок[2][16][17].
37. ↑  Серия «Великая Отечественная война 1941—1945»: боец с гранатой, чёрно-зелёная. Текст: «Ни шагу назад!». Фототипия, перфорирована: линейная зубцовка 12½ (на каждые 2 сантиметра края марки приходится 12½ зубцов). В марочных листах 100 (10×10) марок[2][16][17].
38. ↑  Нагрудный знак Советской Гвардии, светло-кирпично-красная. Типографская печать, клей жёлтый, перфорирована: линейная зубцовка 12½ (на каждые 2 сантиметра края марки приходится 12½ зубцов). В марочных листах 100 (10×10) марок[2][16][18].
39. ↑  Серия «Третья годовщина разгрома фашистских войск под Москвой»: парад на Красной площади в Москве, тёмно-синяя. Внимание: краска линяет в воде! Глубокая печать, клей белый, длина сюжетной части рисунка  (ЦФА [АО «Марка»] № 973-1) — 30,5 мм, а разновидности  (ЦФА [АО «Марка»] № 973-2) — 29,5 мм, перфорирована: линейная зубцовка 12½ (на каждые 2 сантиметра края марки приходится 12½ зубцов). В марочных листах 100 (10×10) марок[2][16][18].
40. ↑  Серия «Третья годовщина разгрома фашистских войск под Москвой»: защитники Москвы, чёрно-зелёная. Внимание: краска линяет в воде! Глубокая печать, клей белый, перфорирована: линейная зубцовка 12½ (на каждые 2 сантиметра края марки приходится 12½ зубцов). В марочных листах 100 (10×10) марок[2][16][18].
41. ↑  Серия «Третья годовщина разгрома фашистских войск под Москвой»: воздушный бой над Москвой, тёмно-серая. Внимание: краска линяет в воде! Глубокая печать, клей белый, длина сюжетной части рисунка  (ЦФА [АО «Марка»] № 975-1) — 30,5 мм, а разновидности  (ЦФА [АО «Марка»] № 975-2) — 29,5 мм, перфорирована: линейная зубцовка 12½ (на каждые 2 сантиметра края марки приходится 12½ зубцов). В марочных листах 100 (10×10) марок[2][16][18].
42. ↑  Серия «220-летие Академии наук СССР»: здание академии наук СССР, серо-синяя. Глубокая печать, клей белый, перфорирована: линейная зубцовка 12½ (на каждые 2 сантиметра края марки приходится 12½ зубцов). В марочных листах 100 (10×10) марок[2][16][19].
43. ↑  Серия «220-летие Академии наук СССР»: портрет М. В. Ломоносова, чёрно-зелёная. Глубокая печать, клей белый, перфорирована: линейная зубцовка 12½ (на каждые 2 сантиметра края марки приходится 12½ зубцов). В марочных листах 100 (10×10) марок[2][16][19].
44. ↑  Серия «50-летие изобретения радио А. С. Поповым»: А. С. Попов у радиоприёмника, тёмно-синяя. Глубокая печать, клей белый, перфорирована: линейная зубцовка 12½ (на каждые 2 сантиметра края марки приходится 12½ зубцов). В марочных листах 100 (10×10) марок[2][20][19].
45. ↑  Серия «50-летие изобретения радио А. С. Поповым»: А. С. Попов у радиоприёмника, кирпично-красная. Глубокая печать, клей белый, перфорирована: линейная зубцовка 12½ (на каждые 2 сантиметра края марки приходится 12½ зубцов). В марочных листах 100 (10×10) марок[2][20][19].
46. ↑  Серия «50-летие изобретения радио А. С. Поповым»: портрет А. С. Попова, коричневая. Глубокая печать, клей белый, перфорирована: линейная зубцовка 12½ (на каждые 2 сантиметра края марки приходится 12½ зубцов). В марочных листах 100 (10×10) марок[2][20][19].
47. 1 2 3 4 5 6  См. также высокономинальные марки серии  (ЦФА [АО «Марка»] № 1010) —  (ЦФА [АО «Марка»] № 1012) (1945 год)[21][22].
48. ↑  Серия «Ордена и медаль материнства»: медаль Материнства, коричневая на голубом фоне. Типографская печать на бумаге с цветным сетчатым фоном, клей жёлто-коричневый, бумага сероватая, вдавленность практически отсутствует, без зубцов. В марочных листах 50 (10×5) марок[2][23][24].
49. 1 2 3  В каталоге «Михель» указана дата начала эмиссии — 28 июля 1945 года[24].
50. ↑  Серия «Ордена и медаль материнства»: орден «Материнская Слава», коричневая на светло-зелёном фоне. Типографская печать на бумаге с цветным сетчатым фоном, клей жёлто-коричневый, бумага сероватая, вдавленность практически отсутствует, без зубцов. В марочных листах 50 (10×5) марок[2][23][24].
51. ↑  Серия «Ордена и медаль материнства»: орден «Мать-героиня», красная на розовом фоне. Типографская печать на бумаге с цветным сетчатым фоном, клей жёлто-коричневый, бумага сероватая, вдавленность практически отсутствует, без зубцов. В марочных листах 50 (10×5) марок[2][23][24].
52. ↑  Серия «Ордена и медаль материнства»: медаль Материнства, коричневая на голубом фоне. Типографская печать на бумаге с цветным сетчатым фоном, клей жёлто-коричневый, бумага сероватая, вдавленность практически отсутствует, перфорирована: линейная зубцовка 12½ (на каждые 2 сантиметра края марки приходится 12½ зубцов). В марочных листах 50 (10×5) марок[2][23][24].
53. ↑  Серия «Ордена и медаль материнства»: орден «Материнская Слава», коричневая на светло-зелёном фоне. Типографская печать на бумаге с цветным сетчатым фоном, клей жёлто-коричневый, бумага сероватая, вдавленность практически отсутствует, перфорирована: линейная зубцовка 12½ (на каждые 2 сантиметра края марки приходится 12½ зубцов). В марочных листах 50 (10×5) марок[2][23][24].
54. ↑  Серия «Ордена и медаль материнства»: орден «Мать-героиня», красная на розовом фоне. Типографская печать на бумаге с цветным сетчатым фоном, клей жёлто-коричневый, бумага сероватая, вдавленность практически отсутствует, перфорирована: линейная зубцовка 12½ (на каждые 2 сантиметра края марки приходится 12½ зубцов). В марочных листах 50 (10×5) марок[2][23][24].
55. ↑  Серия «Ордена и медали СССР»: Орден Победы, светло-кирпично-красная  (ЦФА [АО «Марка»] № 962) с тёмно-синей типографской надпечаткой текста: «ПРАЗДНИК ПОБЕДЫ 9 мая 1945 года». Известны разновидности с дефектами печати букв надпечатки. Смотри также марки  (ЦФА [АО «Марка»] № 962)  (Mi #950a) (1945);  (ЦФА [АО «Марка»] № 1346)  (Mi #950b) (1948) и  (ЦФА [АО «Марка»] № 1390)  (Mi #950c) (1949). Металлография на плотной бумаге, перфорирована: линейная зубцовка 12½ (на каждые 2 сантиметра края марки приходится 12½ зубцов). В марочных листах 50 (10×5) марок[2][23][25].
56. ↑  В каталоге «Михель» указана дата начала эмиссии — 20 августа 1945 года[25].
57. 1 2 3 4 5 6 7 8 9  Продолжение серии (копеечные номиналы):  (ЦФА [АО «Марка»] № 1030) —  (ЦФА [АО «Марка»] № 1038) (1946 год)[23].
58. ↑  Серия «Советские боевые самолёты в Великой Отечественной войне»: бомбардировщик Пе-2, коричневая. Глубокая печать на серой бумаге, размер рисунка 22×33 мм, перфорирована: линейная зубцовка 12½ (на каждые 2 сантиметра края марки приходится 12½ зубцов). В марочных листах 100 (10×10) марок[2][23][26].
59. ↑  Серия «Советские боевые самолёты в Великой Отечественной войне»: бомбардировщик Пе-8, тёмно-серая. Глубокая печать на серой бумаге, размер рисунка 55×22,5 мм, перфорирована: линейная зубцовка 12½ (на каждые 2 сантиметра края марки приходится 12½ зубцов). В марочных листах 56 (4×14) марок[2][23][26].
60. ↑  Серия «Советские боевые самолёты в Великой Отечественной войне»: штурмовик Ил-2, коричневая. Глубокая печать на серой бумаге, перфорирована: линейная зубцовка 12½ (на каждые 2 сантиметра края марки приходится 12½ зубцов). В марочных листах 100 (10×10) марок[2][23][26].
61. ↑  Серия «Советские боевые самолёты в Великой Отечественной войне»: бомбардировщик Ил-4, серо-зелёная. Глубокая печать на серой бумаге, перфорирована: линейная зубцовка 12½ (на каждые 2 сантиметра края марки приходится 12½ зубцов). В марочных листах 100 (10×10) марок[2][23][26].
62. ↑  Серия «Советские боевые самолёты в Великой Отечественной войне»: бомбардировщик Ту-2, сине-лиловая. Глубокая печать на серой бумаге, перфорирована: линейная зубцовка 12½ (на каждые 2 сантиметра края марки приходится 12½ зубцов). В марочных листах 100 (10×10) марок[2][23][26].
63. ↑  Серия «Советские боевые самолёты в Великой Отечественной войне»: истребитель Ла-7 атакует Фокке-Вульф 190 (FW-190), красно-оранжевая. Глубокая печать на серой бумаге, размер рисунка 21,3×33 мм, перфорирована: линейная зубцовка 12½ (на каждые 2 сантиметра края марки приходится 12½ зубцов). В марочных листах 100 (10×10) марок[2][23][26].
64. ↑  Серия «Советские боевые самолёты в Великой Отечественной войне»: истребитель Як-3 атакует Мессершмитт Bf.109 (Ме-109), светло-коричневая. Глубокая печать на серой бумаге, размер рисунка 55,5×22,5 мм, перфорирована: линейная зубцовка 12½ (на каждые 2 сантиметра края марки приходится 12½ зубцов). В марочных листах 56 (4×14) марок[2][23][26].
65. ↑  Серия «Советские боевые самолёты в Великой Отечественной войне»: истребитель Як-9 атакует Юнкерс Ju 88, кирпично-красная. Глубокая печать на серой бумаге, размер рисунка 55,5×22,5 мм, перфорирована: линейная зубцовка 12½ (на каждые 2 сантиметра края марки приходится 12½ зубцов). В марочных листах 56 (4×14) марок[2][23][26].
66. ↑  Серия «Советские боевые самолёты в Великой Отечественной войне»: бомбардировщик По-2, ярко-зелёная. Глубокая печать на серой бумаге, перфорирована: линейная зубцовка 12½ (на каждые 2 сантиметра края марки приходится 12½ зубцов). В марочных листах 100 (10×10) марок[2][23][26].
67. ↑  Серия «200-летие со дня рождения М. И. Кутузова»: портрет М. И. Кутузова (1745—1813), тёмно-синяя. Глубокая печать, перфорирована: линейная зубцовка 12½ (на каждые 2 сантиметра края марки приходится 12½ зубцов). В марочных листах 100 (10×10) марок[2][21][27].
68. ↑  Серия «200-летие со дня рождения М. И. Кутузова»: портрет М. И. Кутузова (1745—1813), коричневая. Глубокая печать, перфорирована: линейная зубцовка 12½ (на каждые 2 сантиметра края марки приходится 12½ зубцов). В марочных листах 100 (10×10) марок[2][21][27].
69. ↑  Серия «75-летие со дня рождения В. И. Ленина»: В. И. Ленин за чтением «Правды», серо-синяя. Фототипия, перфорирована: линейная зубцовка 12½ (на каждые 2 сантиметра края марки приходится 12½ зубцов). В марочных листах 100 (10×10) марок[2][21][28].
70. ↑  Серия «75-летие со дня рождения В. И. Ленина»: В. И. Ленин за рабочим столом, серая. Фототипия, перфорирована: линейная зубцовка 12½ (на каждые 2 сантиметра края марки приходится 12½ зубцов). В марочных листах 100 (10×10) марок[2][21][28].
71. ↑  Серия «75-летие со дня рождения В. И. Ленина»: В. И. Ленин на трибуне, размер рисунка 30,5×21,5 мм, кирпично-красная. Фототипия, перфорирована: линейная зубцовка 12½ (на каждые 2 сантиметра края марки приходится 12½ зубцов). В марочных листах 100 (10×10) марок[2][21][28].
72. 1 2  Суммарный тираж марок  (ЦФА [АО «Марка»] № 1001)
 (Mi #985-I) и  (ЦФА [АО «Марка»] № 1001-I)
 (Mi #985-II)[2][21][28].
73. ↑  Серия «75-летие со дня рождения В. И. Ленина»: В. И. Ленин на трибуне, размер рисунка 31,5×22,2 мм, кирпично-красная. Фототипия, перфорирована: линейная зубцовка 12½ (на каждые 2 сантиметра края марки приходится 12½ зубцов). В марочных листах 100 (10×10) марок[2][21][28].
74. ↑  Серия «75-летие со дня рождения В. И. Ленина»: В. И. Ленин на прогулке в Кремле, чёрно-зелёная. Фототипия, перфорирована: линейная зубцовка 12½ (на каждые 2 сантиметра края марки приходится 12½ зубцов). В марочных листах 100 (10×10) марок[2][21][28].
75. ↑  Серия «75-летие со дня рождения В. И. Ленина»: портрет В. И. Ленина, размер рисунка 33×21,5 мм, серо-коричневая. Фототипия, перфорирована: линейная зубцовка 12½ (на каждые 2 сантиметра края марки приходится 12½ зубцов). В марочных листах 100 (10×10) марок[2][21][28].
76. 1 2  Суммарный тираж марок  (ЦФА [АО «Марка»] № 1003)
 (Mi #987) и  (ЦФА [АО «Марка»] № 1003-I)
 (Mi #987)[2][21][28].
77. ↑  Серия «75-летие со дня рождения В. И. Ленина»: портрет В. И. Ленина, размер рисунка 31,5×20,5 мм, серо-коричневая. Фототипия, перфорирована: линейная зубцовка 12½ (на каждые 2 сантиметра края марки приходится 12½ зубцов). В марочных листах 100 (10×10) марок[2][21][28].
78. ↑  Серия «75-летие со дня смерти А. И. Герцена»: портрет А. И. Герцена (1812—1870), темно-коричневая. Глубокая печать, перфорирована: линейная зубцовка 12½ (на каждые 2 сантиметра края марки приходится 12½ зубцов). В марочных листах 100 (10×10) марок[2][21][28].
79. ↑  В каталоге «Михель» указана дата начала эмиссии — 26 октября 1945 года[28].
80. ↑  Серия «75-летие со дня смерти А. И. Герцена»: портрет А. И. Герцена (1812—1870), зеленовато-серая. Глубокая печать, перфорирована: линейная зубцовка 12½ (на каждые 2 сантиметра края марки приходится 12½ зубцов). В марочных листах 100 (10×10) марок[2][21][28].
81. ↑  В каталоге «Михель» указана дата начала эмиссии — 26 октября 1945 года[28].
82. ↑  Серия «100-летие с дня рождения И. И. Мечникова»: портрет И. И. Мечникова (1845—1916), коричневая. Глубокая печать, перфорирована: линейная зубцовка 12½ (на каждые 2 сантиметра края марки приходится 12½ зубцов). В марочных листах 100 (10×10) марок[2][21][28].
83. ↑  В каталоге «Михель» указана дата начала эмиссии — 27 ноября 1945 года[28].
84. ↑  Серия «100-летие с дня рождения И. И. Мечникова»: портрет И. И. Мечникова (1845—1916), серо-зелёная. Глубокая печать, перфорирована: линейная зубцовка 12½ (на каждые 2 сантиметра края марки приходится 12½ зубцов). В марочных листах 100 (10×10) марок[2][21][28].
85. ↑  В каталоге «Михель» указана дата начала эмиссии — 27 ноября 1945 года[28].
86. ↑  Серия «125-летие со дня рождения Фридриха Энгельса»: портрет Фридриха Энгельса (1820—1895), коричневая. Глубокая печать, перфорирована: линейная зубцовка 12½ (на каждые 2 сантиметра края марки приходится 12½ зубцов). Разновидности:  (ЦФА [АО «Марка»] № 1008) — растр ГР (горизонтальные ромбы);  (ЦФА [АО «Марка»] № 1008а) — растр ГР на жёлтой бумаге и  (ЦФА [АО «Марка»] № 1008Р) — растр ВР (вертикальные ромбы). В марочных листах 100 (10×10) марок. Суммарный тираж всех разновидностей — 5 000 000 экземпляров[2][21][22].
87. ↑  Серия «125-летие со дня рождения Фридриха Энгельса»: портрет Фридриха Энгельса (1820—1895), сине-зелёная. Глубокая печать, перфорирована: линейная зубцовка 12½ (на каждые 2 сантиметра края марки приходится 12½ зубцов). Разновидности:  (ЦФА [АО «Марка»] № 1009) — растр ГР (горизонтальные ромбы);  (ЦФА [АО «Марка»] № 1009а) — растр ГР на жёлтой бумаге и  (ЦФА [АО «Марка»] № 1009Р) — растр ВР (вертикальные ромбы). В марочных листах 100 (10×10) марок. Суммарный тираж всех разновидностей — 3 000 000 экземпляров[2][21][22].
88. 1 2 3  См. также низкономинальные марки серии  (ЦФА [АО «Марка»] № 981) —  (ЦФА [АО «Марка»] № 986) (1945 год)[23][24].
89. ↑  Серия «Ордена и медаль материнства»: медаль Материнства, чёрно-коричневая на светло-зелёном фоне. Металлография на плотной бумаге с цветным сетчатым фоном, перфорирована: линейная зубцовка 12½ (на каждые 2 сантиметра края марки приходится 12½ зубцов). В марочных листах 50 (10×5) марок[2][21][22].
90. ↑  Серия «Ордена и медаль материнства»: орден «Материнская слава», синяя на голубом фоне. Металлография на плотной бумаге с цветным сетчатым фоном, перфорирована: линейная зубцовка 12½ (на каждые 2 сантиметра края марки приходится 12½ зубцов). В марочных листах 50 (10×5) марок[2][21][22].
91. ↑  Серия «Ордена и медаль материнства»: орден «Мать-героиня», вишнёвая на голубом фоне. Металлография на плотной бумаге с цветным сетчатым фоном, перфорирована: линейная зубцовка 12½ (на каждые 2 сантиметра края марки приходится 12½ зубцов). В марочных листах 50 (10×5) марок[2][21][22].
92. ↑  Серия «День артиллерии»: боец на фоне орудий, коричневая. Глубокая печать, перфорирована: линейная зубцовка 12½ (на каждые 2 сантиметра края марки приходится 12½ зубцов). В марочных листах 100 (10×10) марок[2][29][22].
93. ↑  В каталоге «Михель» указана дата начала эмиссии — 14 декабря 1945 года[22].
94. ↑  Серия «День артиллерии»: артиллерия на Красной площади, тёмно-синяя. Глубокая печать, перфорирована: линейная зубцовка 12½ (на каждые 2 сантиметра края марки приходится 12½ зубцов). В марочных листах 100 (10×10) марок[2][29][22].
95. ↑  В каталоге «Михель» указана дата начала эмиссии — 14 декабря 1945 года[22].
96. ↑  Серия «Тыл — фронту в Великой Отечественной войне»: танк у заводских ворот, тёмно-синяя, коричнево-красная. Фототипия, перфорирована: линейная зубцовка 12½ (на каждые 2 сантиметра края марки приходится 12½ зубцов). В марочных листах 100 (10×10) марок[2][29][30].
97. ↑  Серия «Тыл — фронту в Великой Отечественной войне»: комбайн в поле, светло-коричневая, тёмно-серая. Фототипия, перфорирована: линейная зубцовка 12½ (на каждые 2 сантиметра края марки приходится 12½ зубцов). В марочных листах 100 (10×10) марок[2][29][30].
98. ↑  Серия «Тыл — фронту в Великой Отечественной войне»: инженеры за работой, светло-зелёная, коричневая. Фототипия, перфорирована: линейная зубцовка 12½ (на каждые 2 сантиметра края марки приходится 12½ зубцов). В марочных листах 100 (10×10) марок[2][29][30].
99. ↑  Серия «Тыл — фронту в Великой Отечественной войне»: праздничный салют в Москве, синяя, оранжевая. Фототипия, перфорирована: линейная зубцовка 12½ (на каждые 2 сантиметра края марки приходится 12½ зубцов). В марочных листах 100 (10×10) марок[2][29][30].
100. ↑  Типографская печать на палевой бумаге. Оттиск карточки красный (для иногородней корреспонденции), иллюстрация красная. Год эмиссии на почтовой карточке не указан. Красный памятный текст: «Да здравствует 1 Мая». Данных о тираже и художнике нет на почтовой карточке и в источнике[35].
101. 1 2  Не указано на карточке и не приведено в источнике.
102. ↑  Офсетная печать на палевой бумаге. Оттиск карточки красный (для иногородней корреспонденции), иллюстрация серо-коричневая. Год эмиссии на почтовой карточке не указан. Красный памятный текст: «Только вперёд, только на линию огня, только через трудности к победе — и никуда иначе. Н. Островский». Данных о тираже и художнике нет на почтовой карточке и в источнике[35].